# Aldi Nord
Az ALDI Nord egy németországi központú kiskereskedelmi üzletlánc. Előtörténete az 1960-as évek elejéig közös volt az ALDI SÜD németországi kiskereskedelmi üzletlánccal. Az ALDI (az ALbrecht DIscount rövidítése,  hallgat) eredetileg egyetlen diszkontáruházlánc volt, amely két egymástól független kiskereskedelmi hálózattá vált szét: az egyik az ALDI Nord (magyarul: ’ALDI Észak’), a másik az ALDI SÜD (magyarul: ALDI DÉL’). A két hálózat egymástól függetlenül, különböző céglogók alatt működik.
A magyar ALDI cég kizárólagos tulajdonosa az ALDI SÜD.

## Története
A diszkontáruház-láncot eredetileg Theo Albrecht (1922–2010) és Karl Albrecht (1920–2014) irányította. 2006-ban, bár visszavonultak, ők voltak Németország leggazdagabb emberei, bevételük 1,5 milliárd euró volt évente.
A cég legrégebbi gyökerei 1913-ig nyúlnak vissza, amikor Theo és Karl Albrecht édesanyja egy kis boltot nyitott Schmonnebeckben, Essen egyik külvárosában. Édesapjuk bányász, majd péksegéd volt. Karl 1920-ban, Theo 1922-ben született. Theo saját boltjukban tanonckodott, míg Karl egy fűszerüzletben szerzett gyakorlatot. Karl megvett egy élelmiszerboltot, amit előtte F. W. Judt vezetett, aki a legolcsóbb élelmiszer-beszerző helyként reklámozta vállalkozását. Karl a második világháború alatt a német hadseregben szolgált. A háború után, 1946-ban a fivérek átvették anyjuk üzletének irányítását, és hamarosan újabbat nyitottak a környéken. 1950-re az Albrecht fivéreknek a Ruhr-vidéken már 13 üzletük volt.
A testvérek elképzelése, ami abban az időben újnak számított, az volt, hogy a megengedett maximális árból 3%-ot engednek. Az akkori piacvezetők többsége nagyvállalat volt, ők bélyegeket gyűjtettek vásárlóikkal, és ha ezeket megadott időn belül visszaküldték, az áruért kifizetett összeg egy részét visszakapták. Az Albrecht fivérek szintén gondosan ügyeltek, nehogy olyan áru legyen a polcaikon, ami nem fogy el. Annyi nyereséget értek el, amennyit csak lehetett: nem reklámoztak, nem árultak friss árut, és olyan kicsinek hagyták meg boltjaikat, amennyire csak lehetett.
Amikor a két testvér egymás között felosztotta a céget, mert összevesztek azon, hogy az üzletben áruljanak-e dohányterméket, összesen már 300 üzletük volt évente 90 millió márkás cash flow-val. 1962-ben vezették be az ALDI márkanevet. 1966 óta a két csoport mind pénzügyileg, mind jogilag önálló, és a kettejük közötti kapcsolatot barátságosnak írták le. Néhány esetben, például saját márkás termékek elkészítésénél és a beszállítókkal folytatott tárgyalásokon viszont egy cégnek mutatkoznak. Az ALDI az 1970-es és 1980-as években vált nemzetközivé. Üzleteik száma Németország újraegyesítése és a vasfüggöny lehullása után rohamosan nőtt. 1993-ban az Albrecht fivérek lemondtak igazgatói posztjukról, és vagyonuk nagy részét alapítványoknak adták.

## Üzletei
Az ALDI Nord jelenleg 35 önálló üzleti egységgel rendelkezik, több mint 2500 üzlettel. A két testvér által kiszolgált terület közötti határt a Rajna, Mülheim, Wermelskirchen, Marburg, Siegen, Gießen és Fulda jelölte ki. A régi Kelet-Németország területét Sonneberg kivételével teljesen az ALDI Nord szolgálja ki. A cég központjai Türingiában és Bajorországban vannak. Az eggyel lejjebb lévő szintek kft.-ként működnek, ezek vezetését egy-egy regionális menedzser fogja össze, aki közvetlenül kapcsolatban áll az esseni (ALDI Nord) és a mülheimi (ALDI SÜD) központtal. A területi elosztási központok általában messze esnek városi területektől, de mindig közel vannak az autópályához, hogy könnyen ki lehessen szállítani az árut a kereskedelmi egységekbe.

### Az ALDI Nord az egyes országokban

ALDI üzletek Európa országaiban:
ALDI SÜD
ALDI Nord

| Ország          | Név  | ALDI Nord | Alapítás         | Boltok száma |
| --------------- | ---- | --------- | ---------------- | ------------ |
| Belgium         | ALDI | Nord      | 1973 körül       | 380          |
| Dánia (2022-ig) | ALDI | Nord      | 1977             | 230          |
| Franciaország   | ALDI | Nord      | 1988             | 680          |
| Hollandia       | ALDI | Nord      | 1975 körül       | 405          |
| Lengyelország   | ALDI | Nord      | 2008             | 50           |
| Luxemburg       | ALDI | Nord      | 1990 körül       | 12           |
| Németország     | ALDI | Nord      | 1960             | 2400         |
| Portugália      | ALDI | Nord      | 2006. június 29. | 5            |
| Spanyolország   | ALDI | Nord      | 2002             | 212          |